# Ausques
Els ausques (en llatí Ausci, en grec antic Αὔσκιοι) van ser una de les principals tribus aquitanes. Aquesta tribu va ser sotmesa a Roma per Publi Licini Cras, legat de Juli Cèsar, l'any56 aC.
Estrabó diu que a la seva època eren ciutadans llatins, i el seu territori era fèrtil. La seva ciutat principal era Ausc, que els romans van anomenar Augusta Auscorum (avui Auch).